# Clusia omogensis
Clusia omogensis är en tvåvingeart som beskrevs av Mitsuhiro Sasakawa 1965. Clusia omogensis ingår i släktet Clusia och familjen träflugor. Inga underarter finns listade i Catalogue of Life.